# Goacampa variabilis
Goacampa variabilis är en fjärilsart som beskrevs av William Schaus 1901. Goacampa variabilis ingår i släktet Goacampa och familjen tandspinnare. Inga underarter finns listade i Catalogue of Life.